# Александар Стоймирович
Александар Стоймирович (серб. Александар Стоимировић / Aleksandar Stoimirović) — сербський футболіст, півзахисник.

## Біографія
Народився в місті Обреновац в 1982 році. Там же почав грати професійно у футбол в місцевому клубі «Раднички», у складі якого виступав до 2004. Потім Александар перейшов в португальський «Насьонал», але не зміг пробитись до основного складу і повернувся на Батьківщину в «Хайдук» з Кули.
Провівши два з половиною сезони в «Хайдуку», Стоймирович відправився в Україну, підписавши в листопаді 2006 року контракт з «Ворсклою». Але за майже два роки в полтавській команді серб так і не зумів скласти гідну конкуренцію в команді і влітку 2008 року перебрався в болгарський «Чорноморець» з Бургаса. Восени 2009 року отримав запрошення на перегляд у «Шальке-04», але зазнав травми й змушений був повернутися назад в Болгарію.
На початку 2010 року став гравцем сербського клубу «Чукарички», в яких провів один рік, після чого ще півроку грав за «Борац» (Чачак).
У сезоні 2011—12 виступав за румунський «Петролул», після чого влітку 2012 року перейшов в угорський «Печ», але й там не зміг заграти і вже в кінці року покинув команду.